# Jo Stafford
Jo Elizabeth Stafford (Coalinga, Fresno megye, 1917. november 12. – Los Angeles, 2008. július 16.) amerikai énekesnő. Eredetileg operaénekesnek készült, később azonban a tradicionális pop egyik ismert művésznője lett.

## Élete
A San Joaquin-völgyben fekvő Coalinga településen született 1917-ben. 12 éves korától már énekelt.
Középiskolásként csatlakozott nővéreihez, és megalakult a Stafford  Sisters énektrió. 1938-ban megalakult a The Pied Pipers énekegyüttes, melyben olyan előadók zenéin működött közre, mint Tommy Dorsey vagy Frank Sinatra. 
1944-től önálló énekes volt. You Belong to Me című dalával az első olyan női előadó volt, aki a brit kislemezlista élére került. Később gyakran feltűnt a tévében, például a The Jo Stafford Show házigazdájaként.
2008-ban hunyt el szívelégtelenségben.

## Diszkográfia

### Nagylemezek
- Kiss Me, Kate (1949)
- Jo Stafford with Gordon MacRae (1949)
- Autumn in New York (1950)
- Songs for Sunday Evening (1950)
- American Folk Songs (1950)
- Songs of Faith (1950)
- Capitol Collectors Series (1950)
- As You Desire Me (1952)
- Starring Jo Stafford (1953)
- Broadway's Best (1953)
- New Orleans (1954)
- Garden of Prayers (1954)
- My Heart's in the Highland (1954)
- Soft and Sentimental (1955)
- Songs of Scotland (1955)
- Memory Songs (1955)
- Happy Holiday (1955)
- Ski Trails (1956)
- A Girl Named Jo (1956)
- Once Over Lightly (1957)
- Swinging Down Broadway (1958)
- Ballad of the Blues (1959)
- I'll Be Seeing You (1959)
- Jo Stafford's Greatest Hits (1959)
- Jo + Jazz (1960)
- Music of My Life (1961)
- Jonathan and Darlene Edwards in Paris (1961)
- Whispering Hope (1962)
- The Hits of Jo Stafford (1963)
- Peace in the Valley (1963)
- Joyful Season (1964)
- Getting Sentimental over Tommy Dorsey (1964)
- Sweet Hour of Prayer (1964)
- This is Jo Stafford (1966)
- Do I Hear a Waltz? (1966)
- Big Band Sound (1970)
- Piano Artistry of Jonathan Edwards (1985)
- G.I. Jo (1987)
- Broadway Revisited (1987)
- You Belong to Me (1989)
- America's Most Versatile Singing Star (1990)
- Fabulous Song Stylists (1991)
- You'll Never Walk Alone (1992)
- Greatest Hits (1993)
- 16 Most Requested Songs (1995)
- The Very Best of Jo Stafford (1995)
- Say It's Wonderful (1995)
- For You (1995)
- Spotlight on Jo Stafford (1996)
- Jazz (1996)
- Drifting and Dreaming with Jo Stafford (1996)
- Jo Stafford Story (1997)
- The One and Only (1997)
- Walkin' My Baby Back Home (1998)
- G.I. Jo Sings the Hits (1998)
- Too Marvellous for Words (1998)
- Coming Back Like a Song: 25 Hits: 1941-47 (1998)
- No Other Love (1998)
- Jo Stafford (1940-44 (1998)
- Happy Holidays: I Love the Winter Weather (1999)
- Jo + Broadway (1999)
- Jo + Blues (1999)
- Songs of Faith, Hope and Love (1999)
- Just Reminicin' (2000)
- Jo and Friends (2000)
- The Columbia Hits Collection (2001)
- Candy (2001)
- Haunted Heart (2001)
- A, You're Adorable (2001)
- International Hits (2001)
- Cocktail Hour (2001)
- The Magic of Jo Stafford (2001)
- My Darling, My Darling (2001)
- Jo Stafford on Capital (2001)
- Best of the War Years (2001)
- The Old Rugged Cross (2001)
- The Two of Us (2001)
- I Remember You (2002)
- The Ultimate Jo Stafford (2002)
- The Best of Jo Stafford (2003)
- Meet Jo Stafford (2003)
- You Belong to Me (2003)
- Stars of the Summer Night (2004)
- Over the Rainbow (2004)
- Alone and Together (2005)
- Memories Are Made of These (2005)
- Love, Mystery, and Adventure (2006)
- Sincerely Yours (2006)
- This is Gold (2006)
- Vintage Years (2006)
- All Hits (2006)
- Ultimate Capitol Collection (2007)
- Jo Stafford and Friends (2007)
- Her Greatest Hits (2008)

## Külső hivatkozások
- Jo Stafford az Internet Movie Database-ben (angolul)
- AllMusic
- Discography at the University of Arizona's Paul Weston and Jo Stafford Collection
- Presenting The Music of Jo Stafford and Paul Weston
- Jo Stafford Interview NAMM Oral History Library (1995)
- Jo Stafford. Find a Grave. (Hozzáférés: 2018. augusztus 22.)